# Sandık, Kemaliye
Sandık là một xã thuộc huyện Kemaliye, tỉnh Erzincan, Thổ Nhĩ Kỳ. Dân số thời điểm năm 2010 là 31 người.